# Body Chemistry 4: Full Exposure
Body Chemistry 4: Full Exposure è un film del 1995 diretto da Jim Wynorski. Sequel direct-to-video di Body Chemistry 3 (1994), è il quarto e ultimo film di una serie di thriller erotici incentrati sulla sexy e psicotica dottoressa Claire Archer, personaggio ispirato a quello interpretato da Glenn Close in Attrazione fatale. Rispetto al film precedente fu cambiata l'interprete del personaggio, che passa da Shari Shattuck a Shannon Tweed. Il film fu distribuito negli Stati Uniti in VHS e Laserdisc il 19 settembre 1995 dalla New Horizons Home Video.

## Trama
Affermando di essere stata ingiustamente accusata dell'omicidio di un ex amante, la controversa sessuologa Claire Archer convince l'avvocato sposato Simon Mitchell a difenderla personalmente, spingendolo anche ad avere dei rapporti sessuali con lei. Capendo quale sia la vera natura di Claire, Lane, l'assistente di Simon (che è a sua volta innamorata di lui), inizia a indagare per proprio conto sulla donna, finendo per sembrare una stalker. Quando Simon scopre tutto, Claire lo uccide e fa in modo che Amy, la moglie dell'uomo, trovi Lane con in mano la pistola e la uccida. Claire riesce quindi ancora una volta a restare impunita.